# Dynamo Club de Douala
Il Dynamo Club de Douala, noto semplicemente come Dynamo Douala, è una squadra di calcio camerunese, con sede a Douala.

## Storia
Il Dynamo Douala è stato fondato nel 1948 a Douala in quello che era il Camerun francese. Ha vissuto il momento di maggior prestigio e successo tra la fine degli anni '70 e inizio anni '80 del XX secolo, in cui oltre ad ottenere buoni piazzamenti in campionato, vinse due coppe del Camerun nel 1979 e nel 1981. Nel 1998 vince la sua terza ed ultima coppa nazionale, battendo in finale il Canon Yaoundé. La squadra ha partecipato a tre edizioni della Coppa delle Coppe d'Africa, in cui non ha ottenuto risultati di rilievo.

## Palmarès

### Competizioni nazionali
- Coppa del Camerun: 3

1979, 1981, 1998